# Екзотична короткошерста кішка
Екзотична короткошерста, Екзотична (англ. Exotic, ЕХО)  — порода кішок, що виведена в Америці при схрещуванні перських кішок з американськими короткошерстими.

## Історія
Проводилось схрещування перських кішок з американськими короткошерстими, з метою покращення типу американської короткошерстої породи. Схрещування з персами дало несподіваний результат. Отримані кішки відрізнялися й від персів, і від короткошерстих. Спочатку називали породу перською короткошерстою. Однак пізніше порода одержала назву екзотичної короткошерстої. Визнана офіційно в США в 1966 році, в інших країнах — з 1967 року. У 1985 р. включена в каталог порід FIFE.

## Характер
Екзотичні короткошерсті кішки за зовнішнім виглядом і характером нагадують перських кішок. Вони спокійні, ласкаві, доброзичливі. Рідко подають голос. Одночасно вони активні, тямущі. Жваво реагують на оточення. Їхнє хутро не потребує особливого догляду.

## Розмноження
Екзоти є гетерозиготними тваринами за довжиною хутра, тобто несуть як ген короткошерстості, так і ген довгошерстості. У приплоді в екзотів обов'язково з'являються довгошерсті кошенята (до 25%). Виставляються такі довгошерсті кішки разом з персами. При схрещуванні їх між собою або персами народжуються тільки довгошерсті кошенята.

## Зовнішній вигляд
Екзотичні короткошерсті кішки — це тварини від великого до середнього розміру. Тіло приосадкувате, кремезне, низько посаджене, має масивний кістяк, широке в грудях, масивне в плечах і хрестці. Спина пряма, рівна. Ноги короткі, міцні. Передні кінцівки прямі. Лапи великі, круглі, зібрані в грудку. Хвіст товстий, прямий, короткий, із заокругленим кінчиком. Рівномірно вкритий хутром.
Голова без кутів і без пласких поверхонь, масивна, велика, із широким черепом. Морда з добре розвиненими вилицями, сильними щелепами. Ніс короткий, широкий, кирпатий, з добре розвиненою сіделкою. В ідеалі верхній край мочки носа повинен бути розташований не нижче рівня нижнього віка. Відстань між стопом і верхом голови повинна дорівнювати відстані між стопом і підборіддям. Вона може бути розташована вище, але не нижче. Підборіддя міцне. Губи м'яко вигинаються, підкреслюючи округлість морди й щік. Очі великі, круглі, опуклі, широко розставлені. Колір очей різний, пов'язаний із забарвленням. Вуха дуже маленькі, із заокругленими кінцями, широко розставлені, посаджені низько. Трохи нахилені вперед. Шия товста, коротка.
Хутро середньої довжини (довша, ніж в інших короткошерстих порід), густе, плюшеве на вигляд, м'яке. Відстоїть від тіла завдяки багатому густому підшерстю. Припустима довжина хутра (остьове волосся може бути завдовжки 5-6 см) залежить від належного за якістю підшерстя. Кішки з довгим хутром на хвості повинні бути переведені до класу персів.

### Забарвлення
Для екзотів прийнятні ті ж забарвлення, що й для персів (включаючи забарвлення колорпоінт).

## Світлини

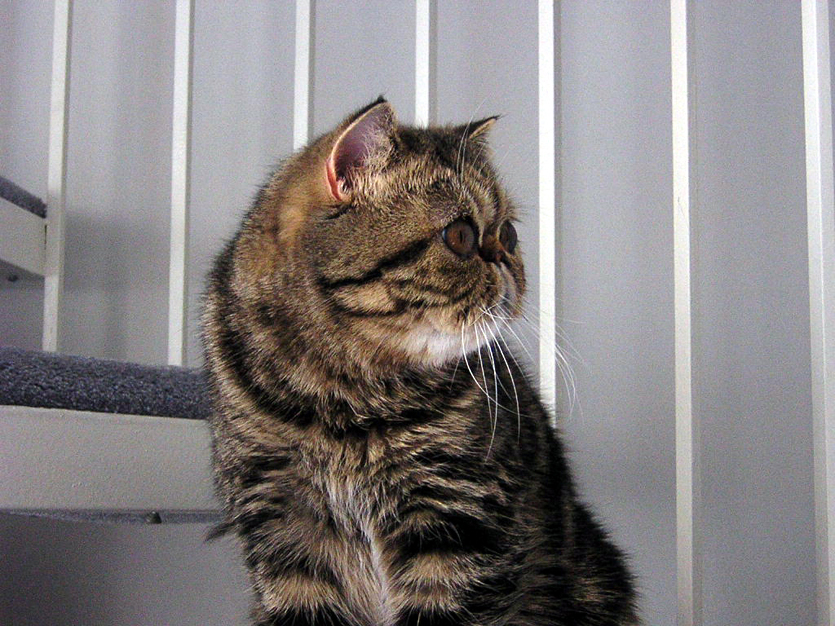
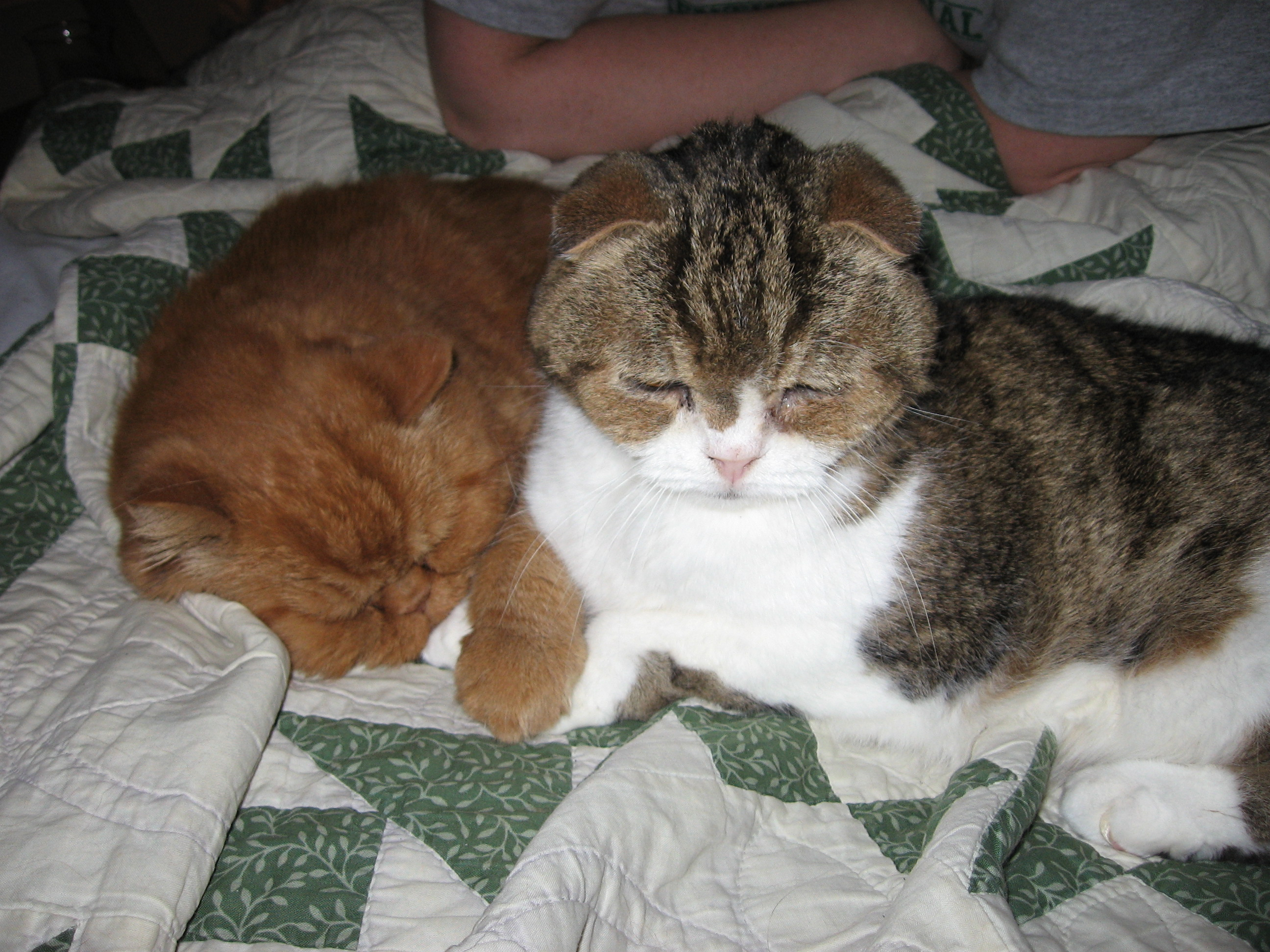
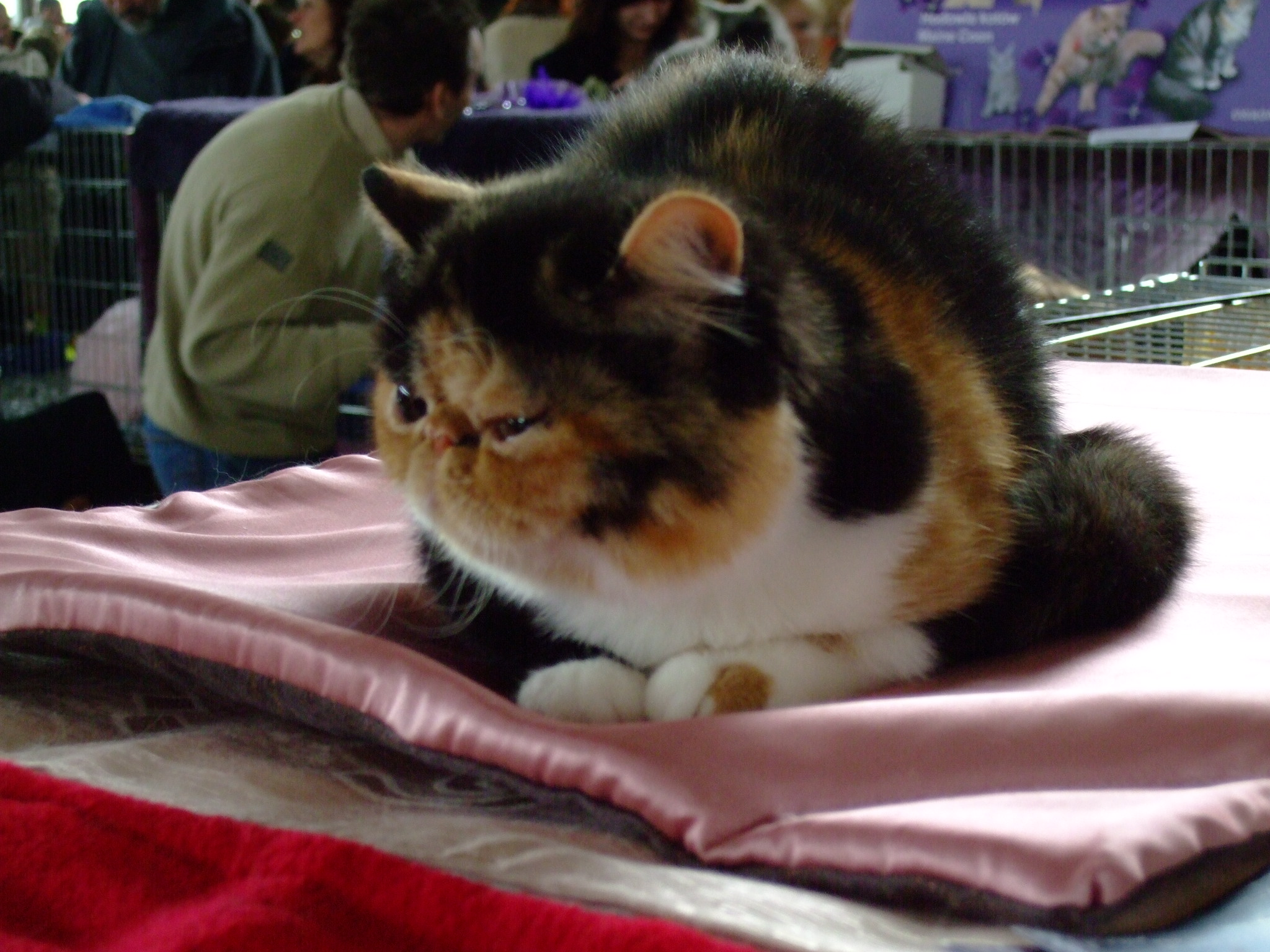
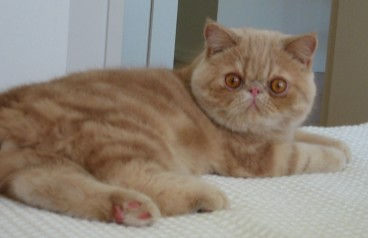
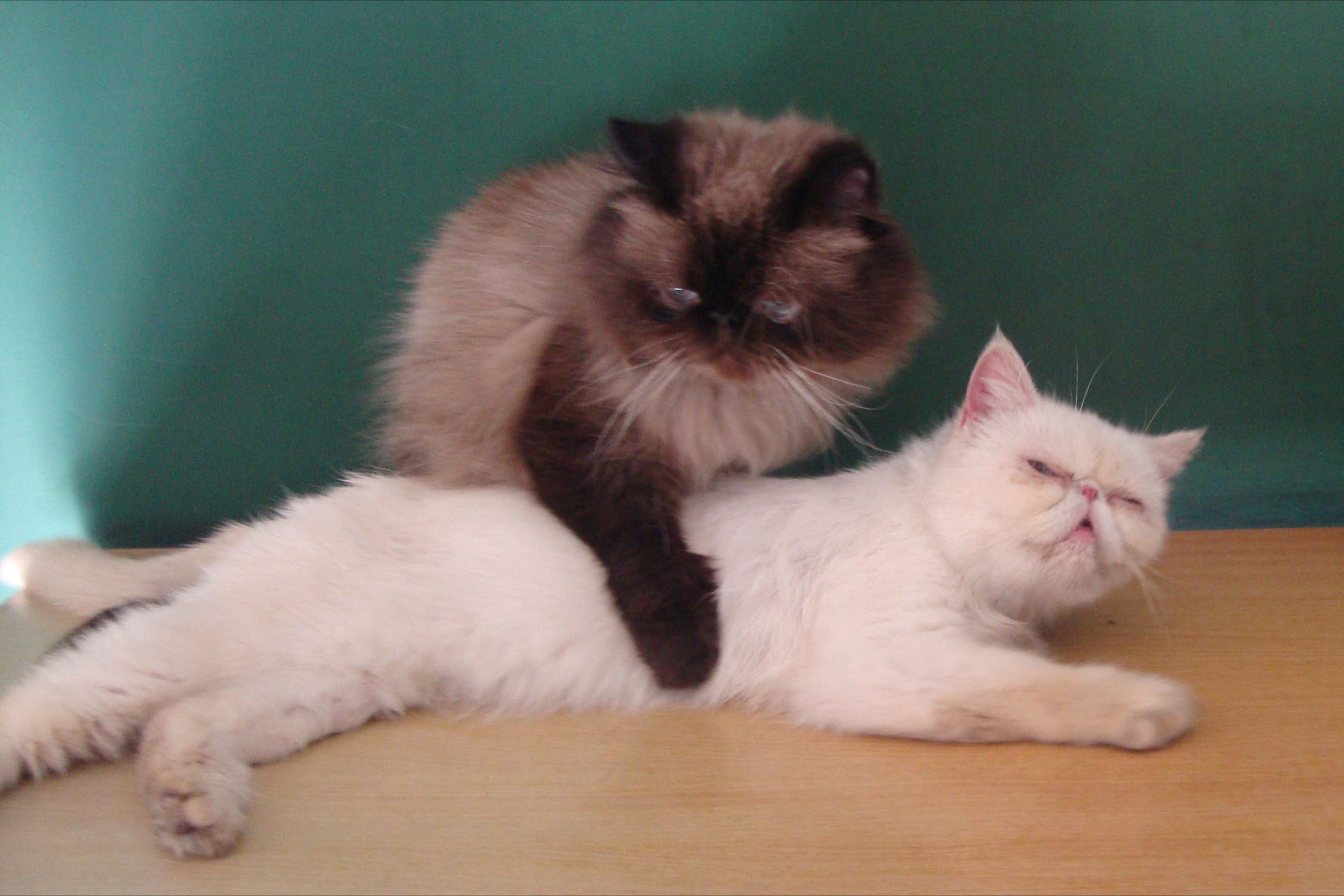
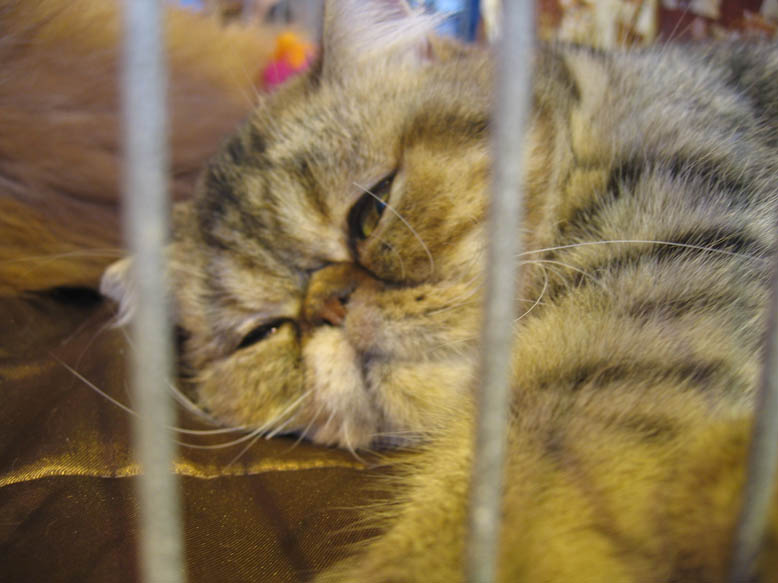